# Schallfeld (Lülsfeld)
Schallfeld ist ein Gemeindeteil der Gemeinde Lülsfeld im unterfränkischen Landkreis Schweinfurt in Bayern.

## Geografische Lage
Das Kirchdorf Schallfeld liegt im Osten des Lülsfelder Gemeindegebiets. Weiter nördlich befindet sich die ehemalige Kreisstadt Gerolzhofen, im Osten beginnt das Gebiet der Gemeinde Oberschwarzach. Die Gemeindeteile Düttingsfeld und Wiebelsberg liegen Schallfeld am nächsten. Im Süden liegt die Aumühle, weiter südlich befindet sich Brünnau, Gemeindeteil von Prichsenstadt im Landkreis Kitzingen. Im Westen liegt Lülsfeld selbst. Frankenwinheim befindet sich im Nordwesten. Schallfeld liegt an der Bundesstraße 286.
Naturräumlich ist Schallfeld und seine Gemarkung Teil des sogenannten Steigerwaldvorlandes von Neuses. Charakteristisch für diesen Teil des Iphofen-Gerolzhofener Steigerwaldvorlandes ist das hügelige Erscheinungsbild mit den schmalen Flusstälern kleiner Bäche. Schallfeld wird vom Weidachbach durchflossen.

## Geschichte
Erstmals erwähnt wurde Schallfeld im Jahr 1260. Der Name in der Urkunde lautete „Schalkevelt“ und verweist als „Feld der Schalke“ auf die Unfreien und Knechte. Sie siedelten am Rand der Grundherrenflur Gerolzhofen. Acht Jahre nach der ersten Nennung tauchte der Ort wiederum auf. Der Graf Hermann I. zu Castell verkaufte am 26. März 1268 seine Güter an das Zisterzienserkloster Ebrach. Bis 1313 war außerdem das Ministerialengeschlecht der Herren von Schalkvelt im Ort begütert.
Während des Mittelalters war die Gemarkung von Schallfeld grundherrschaftlich stark aufgesplittert. Insgesamt waren 22 Grundherren dort ansässig. Einen bedeutenden Anteil an den Gütern im Dorf hatten die Herren Rösch aus Gerolzhofen, sie besaßen außerdem einen sogenannten Freihof im Dorf. Bis zum 17. Jahrhundert gelangten das Hochstift Würzburg und das Kloster Ebrach beinahe in den Besitz des ganzen Dorfes. Lediglich die Fuchs von Bimbach und die Echter von Mespelbrunn blieben an der Herrschaft beteiligt.
Im Jahr 1525 begehrten die Schallfelder Bauern im Deutschen Bauernkrieg gegen die Grundherren auf. Sie brannten den Freihof nieder, wurden aber bald von den Truppen des Fürstbischofs von Würzburg zurückgeschlagen. Der Schallfelder Schultheiß musste daraufhin eine Schuldurkunde unterzeichnen. Bereits 1554 erlitt das Dorf im Zweiten Markgrafenkrieg weitere Zerstörungen. Die Schäden beliefen sich auf insgesamt 994 Gulden.
Im Zuge der Gegenreformation begann die Hexenverfolgung im Bistum Würzburg. Insbesondere das nahe Gerolzhofen entwickelte sich zum Zentrum der „Hexenbrenner“. Als erste Angeklagte starb die „Schmiedskuni“ aus Schallfeld auf dem Scheiterhaufen in der Stadt. Insgesamt zehnmal wurde das Dorf im Dreißigjährigen Krieg erobert und niedergebrannt. Zwischen 1631 und 1648 plünderten sowohl die katholischen Kaiserlichen als auch die protestantischen Schweden.
Weitere Zerstörungen brachte der Siebenjährige Krieg, als Schallfeld dreimal von preußischen Truppen geplündert wurde. Im Jahr 1796 begannen die Franzosen in dem Dorf zu wüten und schleppten die Dorfkasse fort. Insgesamt starben im Ersten Weltkrieg 13 Schallfelder, mit 26 Bürgern waren im Zweiten Weltkrieg ungleich mehr Dorfbewohner zu beklagen. Seit dem 1. Mai 1978 ist Schallfeld Teil der Gemeinde Lülsfeld im Landkreis Schweinfurt.

## Kultur und Sehenswürdigkeiten

### Baudenkmäler
Den Mittelpunkt des Ortes bildet die katholische Pfarrkirche. Sie ist dem heiligen Ägidius geweiht. Bereits im 11. Jahrhundert wurde das Gotteshaus erstmals an dieser Stelle erwähnt. Noch heute befinden sich romanische Reste in den Untergeschossen des Gebäudes. 1682 erhielt die Kirche einen Julius-Echter-Turm, zwischen 1715 und 1726 baute man das Langhaus neu. Das Wappen oberhalb des Südportals ist das des Würzburger Fürstbischofs Johann Philipp von Greiffenclau.
Die großen Altäre stammen aus der Zeit der Erbauung des Langhauses.  Auf dem Blatt des Hochaltars ist die  Kreuzigung Christi dargestellt, es wird flankiert von vier Heiligenfiguren. Eine weitere Kreuzigungsdarstellung befindet sich an einem der Seitenaltäre, der zweite zeigt die Dornenkrönung. Wertvollstes Element der Innenausstattung ist eine Figur der Muttergottes von 1515. Der Taufstein kam im Jahr 1600 in die Kirche.
Daneben haben sich mehrere Bildstöcke und Kleindenkmäler im Dorf erhalten. Alle Martern entstammen dem 18. Jahrhundert und sind Zeugnis der Volksfrömmigkeit in dieser Zeit. In Schallfeld hat sich auch ein typisch fränkisches Hoftor erhalten. Von 1853 stammt eine große steinerne Kreuzigungsgruppe vor der Kirche. Zwei noch bewohnte Baulichkeiten sind als Baudenkmal eingeordnet: ein Bauernhaus von 1922 und ein Walmdachhaus des 18. Jahrhunderts.

### Sage
Ein Schallfelder Bauer kam eines Abends von Lülsfeld über die Felder in sein Heimatdorf zurück. Am Wegesrand entdeckte er eine Gans, die scheinbar niemandem gehörte. Der Bauer nutzte die Situation aus, versteckte die Gans in seinem Rucksack und sperrte sie noch in der Nacht in seinen Stall. Als er am nächsten Morgen nach seinen Tieren sehen wollte, war die Gans verschwunden. Stattdessen befand sich im Stall des Bauern eine fremde Frau.